# Marco Pozza
Marco Pozza ist ein italienischer Paläograph und Mittelalterhistoriker an der Universität Venedig.

## Leben
Pozza absolvierte 1980 seine Laurea in Mediävistik. 1989 wurde er dottore di ricerca in Diplomatik, womit sein Schwerpunkt auf der Urkundenlehre im Zusammenhang mit der Republik Venedig lag. Im Jahr 2000 wurde er professore associato di diplomatica, Professor für Urkundenlehre an der Universität Venedig. Ab 1990 beforschte er die mittelalterliche Geschichte Venedigs und seiner Beziehungen. In diesem Zusammenhang konzentrierte er sich auf die umfangreichen venezianischen Bestände, die Beziehungen zwischen Notariat und Kanzlei, die kommunalen Statuten und die Verträge und Abkommen der Republik mit auswärtigen Mächten. Dabei arbeitete er an der Reihe Pacta Veneta als Angehöriger des wissenschaftlichen Komitees mit. Pozza verfasste zahlreiche Beiträge im Dizionario Biografico degli Italiani sowie einige Artikel im Lexikon des Mittelalters.

## Publikationen

### Monographien und Aufsätze (Auswahl)
- Vitale-Ugo Candiano. Alle origini di una famiglia comitale del regno italico, in: Studi Veneziani V (1981) 15–32.
- I Badoer. Una famiglia veneziana dal X al XIII secolo, Francisci, Padua 1982.
- Venezia e il Regno di Gerusalemme dagli Svevi agli Angioini, in: Gabriella Airaldi, Benjamin Z. Kedar (Hrsg.): I Comuni Italiani nel Regno Crociato di Gerusalemme, 1986, S. 351–399.
- Il diploma originale di Berengario I per la corte di Breonio in Valpolicella (920 settembre 6, Pavia), in: Studi di storia medioevale e di diplomatica 9 (1987) 7–13.
- Pacta Veneta, in: Lexikon des Mittelalters, Bd. VI, Sp. 1611.
- La cancelleria, in: Girolamo Arnaldi, Giorgio Cracco, Alberto Tenenti (Hrsg.): Storia di Venezia, Bd. III: La formazione dello stato patrizio, Rom 1997, S. 365–387.
- Gli usi cronologici nei più antichi documenti veneziani (secoli IX–XI), in: Dino Puncuh (Hrsg.): Studi in memoria di Giorgio Costamagna, Bd. II, Società Ligure di Storia Patria, Genua 2003, S. 801–848.
- Marco Polo Milion. An unknown source concerning Marco Polo, in: Mediaeval Studies, 68 (2006) 285–301.
- La tradizione del privilegio di Lucio III del 1182 in favore del patriarca gradense Enrico Dandolo, in: Archivio Veneto CLXVII (2007) 103–112.
- mit Claudio Azzara, Ermanno Orlando, Alessandra Rizzi (Hrsg.): Historiae. Scritti per Gherardo Ortalli, Edizioni Ca’ Foscari, Venedig 2013. (digitale Version)
- Viviano, scriptor, notarius et iudex: un notaio al servizio della cancelleria ducale veneziana (1204–1223), in: Ianuensis non nascitur sed fit. Studi in onore di Dino Puncuh, Società ligure di Storia Patria, Bd. III, Genua 2019, S. 1093–1109. (online, PDF)
- La cancelleria veneziana da Tanto (1281) a Rafaino Caresini (1365), Pratiche di scrittura e contesti culturali intorno a Marco Polo, Edizioni Ca’ Foscari, Venedig 2024. (online, PDF)